# Quai de Maestricht
Le quai de Maestricht, est une artère liégeoise qui relie la Batte au quai Saint-Léonard sur la rive gauche de la Meuse.
Tout comme le reste de la rive gauche entre le quai Roosevelt et le quai Saint-Léonard, le marché de la Batte occupe l'ensemble du quai.

## Odonymie
Le quai doit son nom à l'ancien port de la barque de Maestricht qui comme son nom l'indique permettait de rejoindre Maestricht via la Meuse.
Le nom de quai de Maestricht a quatre siècles d'existence mais n'a été officialisé qu'en 1863.

## Historique

### Le quai de Hongrée
Auparavant désigné sous le vocable de quai de Hongrée, ou Rivage de Hongrie, le quai présentait un état déplorable, dû à la mauvaise situation des finances de la cité de Liège. En 1549, lors de la construction de La Batte, le projet de le prolonger jusqu'à la place des Déportés actuelle fut décidé mais abandonné faute de moyens.

### Jean Curtius aménage le «Neuf Rivage»
Le richissime Jean Curtius proposa en 1595, devant le Conseil de la Cité, de réaliser le travail si la ville s'engageait à lui céder la maison du chanoine de la collégiale Saint-Barthélemy, Arnold de Goé, et à autoriser Curtius à percevoir un droit de passage sur le pont qu'il construirait à la place de l'actuelle place des Déportés qui à l'époque était une darse. L'assemblée communale estima la proposition raisonnable et accéda à sa demande en date du 16 mai 1595, sous réserve de l'autorisation du Prince. Mais Ernest de Bavière, tout en approuvant pleinement les idées de Curtius, ne voulut pas laisser établir le principe d'un péage au profit d'un privé. Curtius ne se laissa pas démonter et proposa tout simplement de prêter à la Cité l'argent nécessaire à l'exécution des travaux, remboursable en deux ans tout en demandant des garanties en date du 20 juin 1595. Les travaux seront achevés en 1606.

### Du marché aux chevaux aux services de roulages
On procéda à l'élargissement du quai en amputant çà et là les jardins des hôtels canoniaux de la collégiale Saint-Barthélemy. Décrit par Philippe de Hurges en 1615, on l'appela ce nouveau quai par circonstance le « Neuf Rivage », et ce jusqu'au XVIIIe siècle. On réaménage le quai et on le dote d'un pavage en 1662 et dès 1663, on y installe la foire aux chevaux qui a lieu tous les vendredis. C'est ainsi que tout naturellement s'installèrent les services de roulages accélérés qui desservaient la route de Liège à Bruxelles en 24 heures et le roulage ordinaire, trois fois par semaine entre Liège et Verviers par la vallée de la Vesdre (voir la description de Victor Hugo). La même maison proposait de plus long voyages, peu fréquents, vers Anvers, Cologne, d'autres vers l'Allemagne, la Suisse et l'Italie. 
Les immeubles affectés à ces services de roulages allaient du quai de Maestricht à Féronstrée, adjacents à l'hôtel décanal de Saint-Barthélemy.

## Lieux d'intérêt
- no 8, l'hôtel de Hayme de Bomal, classée au Patrimoine immobilier exceptionnel de la Région wallonne
- no 12, la maison Dewilde
- no 13, le palais Curtius, classée au Patrimoine immobilier exceptionnel de la Région wallonne
- no 14, la maison du port, siège social du Port autonome de Liège. De style néo-mosan, le bâtiment est érigé entre 1946 et 1949[9].
- en face de la rue du Mont-de-Piété, on peut voir une petite fontaine représentant un dauphin chevauché par un garçonnet. Reprise à l'Inventaire du patrimoine culturel immobilier de la Wallonie[10], il s'agit d'une œuvre du sculpteur Robert Massart (1892-1955).

L'hôtel de Hayme de Bomal, la maison Dewilde ainsi que le palais Curtius font partie de l'ensemble muséal Grand Curtius.

## Voiries adjacentes
De La Batte vers le quai Saint-Léonard :
- rue Hongrée,
- rue du Mont-de-Piété,
- rue des Aveugles,